# Liliana Castagnola
Liliana Castagnola (nacida como Eugenia Castagnola; Génova, 11 de marzo de 1895-Nápoles, 3 de marzo de 1930) fue una cantante y soubrette italiana.

## Biografía
De origen ligur, nació en San Martino, municipio que unos años antes se había convertido en distrito de Génova. De físico curvilíneo y belleza sensual, comenzó muy joven una exitosa carrera como sciantosa por toda Europa. Fue tema constante de crónicas de sociedad, que la retrataban en compañía de miembros de la realeza, ministros e industriales. Fue expulsada de Francia por inducir a dos marineros a batirse en duelo. Dilapidó el patrimonio de un noble veneciano, que fue interdicto a petición de su familia. Vivió con un joven y acaudalado industrial, pero cuando los parientes de éste quisieron poner fin a la relación, él se quitó la vida tras dispararle dos tiros, uno de los cuales la hirió en la cara. Parte de la bala, que quedó encapsulada en la bóveda de su cráneo, le provocaba dolores de cabeza y a veces insoportables, para los que utilizaba tranquilizantes y somníferos. Solía ocultar la cicatriz adoptando un peinado "bob" que le cubría la frente y las mejillas.
Llegó a Nápoles en diciembre de 1929, contratada por el Teatro Santa Lucia. Intrigada por ver actuar al artista napolitano Totò, se presentó una noche en uno de sus espectáculos, llamando su atención. Totò le demostró su interés enviándole rosas a la pensión donde se alojaba y, en respuesta, ella le invitó a asistir a una actuación suya. A partir de entonces, ambos empezaron a salir intensamente.
El interés de Liliana por Totó era sincero, a pesar de su actitud de mujer fatal. Sin embargo, el gran actor era celoso, y la constante atención que Liliana recibía de los admiradores -objeto de cotilleos, por otra parte- fue motivo de varias peleas entre ambos. En un intento de construir una rutina diaria, incluso en el trabajo, Liliana le propuso ser contratada allí donde él ya trabajaba, el Teatro Nuovo de Nápoles, pero Totó interpretó el paso como excesivamente opresivo y aceptó otro trabajo, que le habría llevado a Padua.
A pesar de la insistencia de la actriz, Totó no desistió de su plan; Castaglona entró en un profundo estado de depresión, se suicidó a los 34 años, envenenándose con veronal. El hecho fue ocultado inicialmente por las crónicas, que hablaban de un error en la dosificación de los somníferos. Fue encontrada muerta en su habitación de hotel por la camarera, con una carta de despedida a Totó a su lado:

«Antonio, 
potrai dare a mia sorella Gina tutta la roba che lascio in questa pensione. Meglio che se la goda lei, anziché chi mai mi ha voluto bene. Perché non sei voluto venire a salutarmi per l'ultima volta? Scortese, omaccio! Mi hai fatto felice o infelice? Non so. In questo momento mi trema la mano... Ah, se mi fossi vicino! Mi salveresti, è vero? Antonio, sono calma come non mai. Grazie del sorriso che hai saputo dare alla mia vita grigia e disgraziata. Non guarderò più nessuno. Te l'ho giurato e mantengo. Stasera, rientrando, un gattaccio nero mi è passato dinnanzi. E, ora, mentre scrivo, un altro gatto nero, giù per la strada, miagola in continuazione. Che stupida coincidenza, è vero?... Addio. Lilia tua
(La carta)

La noticia de la muerte de Liliana perturbó enormemente a Totó, que se reprochó no haber comprendido del todo los sentimientos de la joven hacia él; de hecho, pensó: «ella ha tenido muchos hombres, yo puedo tenerla sin asumir ninguna responsabilidad». Decidió entonces enterrarla en la capilla familiar de Nápoles y ponerle su nombre a su hija. También le dedicó un breve poema:

«È morta, se n'è gghiuta 'nParaviso!
Pecché nun porto 'o llutto? Nun è ccosa
rispongo 'a ggente e faccio 'o pizzo a riso
ma dint'ô core è tutto n'ata cosa!»

Además, el actor habría conservado durante años un pañuelo manchado de rímel, recogido en la habitación de la pensión que visitó tras la muerte de la actriz, probablemente creyendo que Liliana se había secado allí las lágrimas antes de morir. Franca Faldini lo quemaría más tarde, tras la muerte de Totò en 1967.

## Obras biográficas
- Liliana, dirigida por Emanuele Pellecchia, protagonizada por Ambra Hermin como protagonista y Umberto Del Prete como el joven Antonio De Curtis - cortometraje (2018)

- Diva, de Corrado Ardone, dirigida por Lara Sansone - drama teatral (2021)